# Shane O’Brien
Shane Joseph O’Brien (ur. 27 września 1960 w Auckland) – nowozelandzki wioślarz, złoty medalista olimpijski.

## Kariera
Wystartował na igrzyskach olimpijskich w Los Angeles w 1984, gdzie osada Nowej Zelandii w składzie: Les O’Connell, Shane O’Brien, Conrad Robertson i Keith Trask zdobyła złoty medal w czwórkach bez sternika. W finale uplasowali się o 2,52 sekundy przed osadą USA i o 4,24 sekundy przed osadą Danii. Był to pierwszy w historii złoty medal olimpijski dla Nowej Zelandii w tej konkurencji i zarazem jego jedyny start olimpijski.
Ponadto zdobył srebro w czwórkach ze sternikiem i brąz w ósemkach na igrzyskach Wspólnoty Narodów w Edynburgu (1986).
Był także czwarty w czwórkach bez sternika na mistrzostwach świata w Hazewinkel (1985), gdzie Nowozelandczycy przegrali walkę o podium z osadą NRD o 0,28 sekundy.
Po zakończeniu kariery pracował jako nauczyciel w Auckland. Na początku lat 90' wyemigrował do Wielkiej Brytanii, gdzie pracował jako nauczyciel i trener wioślarstwa.